# Chó Pug
Pug, hay thường được gọi là chó mặt xệ, là giống chó thuộc nhóm chó cảnh có nguồn gốc từ Trung Quốc, chúng có một khuôn mặt nhăn, mõm ngắn, và đuôi xoăn. Giống chó này có bộ lông mịn, bóng, có nhiều màu sắc nhưng phổ biến nhất là màu đen và nâu vàng. Cơ thể của Pug nhỏ gọn hình vuông với các cơ bắp rất phát triển.
Pug được đưa từ Trung Quốc đến châu Âu vào thế kỷ thứ XVI và trở nên phổ biến ở Tây Âu nhờ nhà Orange-Nassau của Hà Lan và nhà Stuart. Tại Vương quốc Anh, vào thế kỷ thứ XIX, Victoria của Anh có một niềm đam mê vô cùng to lớn đối với loài chó Pug và bà đã lan truyền nó đến các thành viên khác trong Hoàng tộc.
Pug là một giống chó rất thân thiện và hiền lành. Nó giữ vững sự phổ biến cho đến thế kỷ thứ XXI, với nhiều người nổi tiếng sở hữu giống chó này. Một chú chó Pug đã đoạt giải Nhất sự kiện World Dog Show năm 2004.

## Đặc điểm

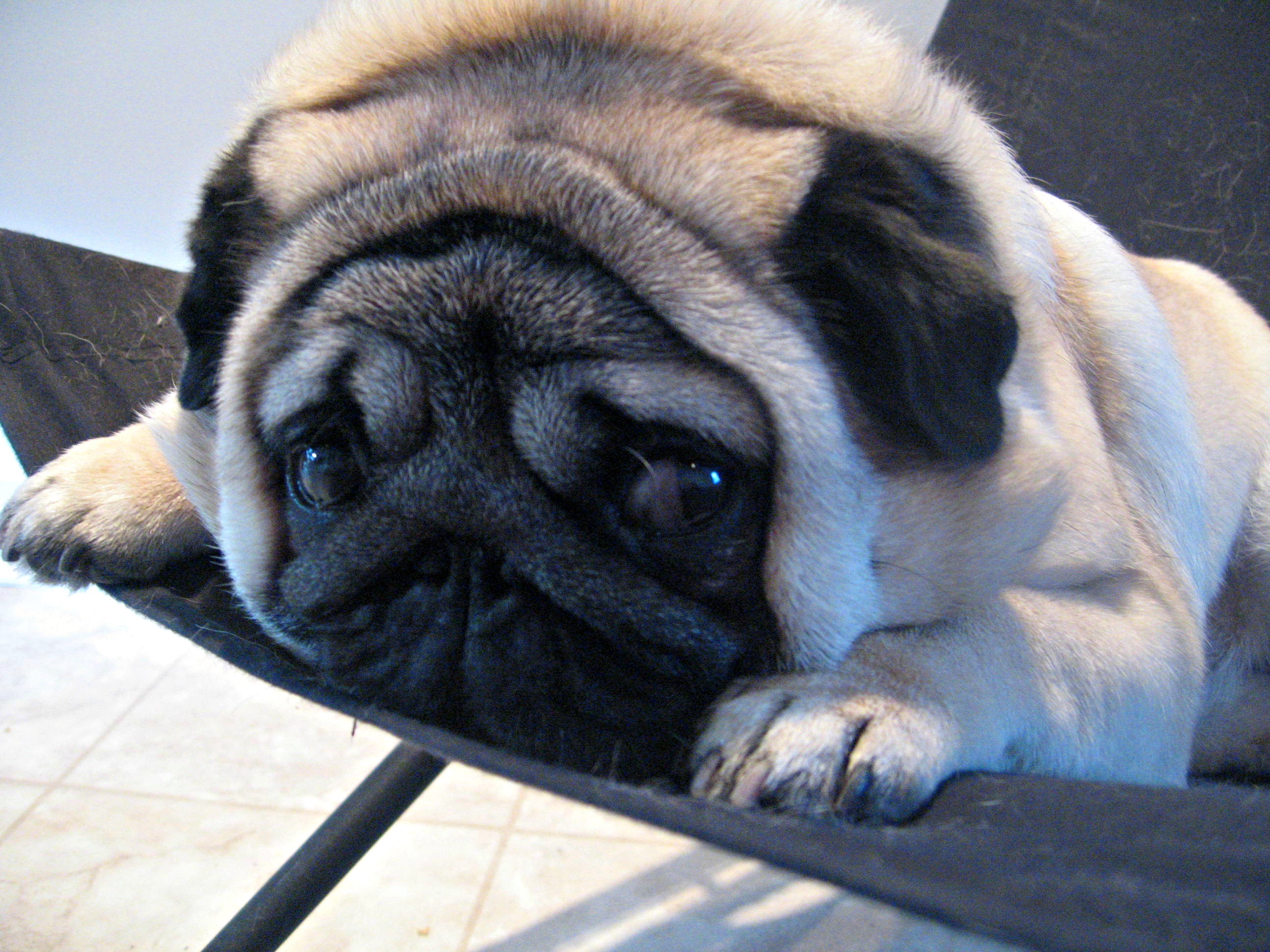
Pugs có đôi mắt to và khuôn mặt nhăn nheo với một cái lưỡi dài

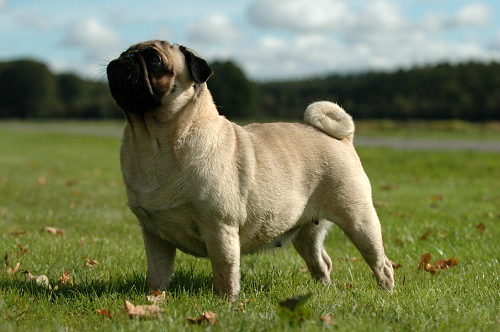
Một chú chó Pug bị thừa cân do ăn quá nhiều

## Các bức họa lịch sử về loài Pug

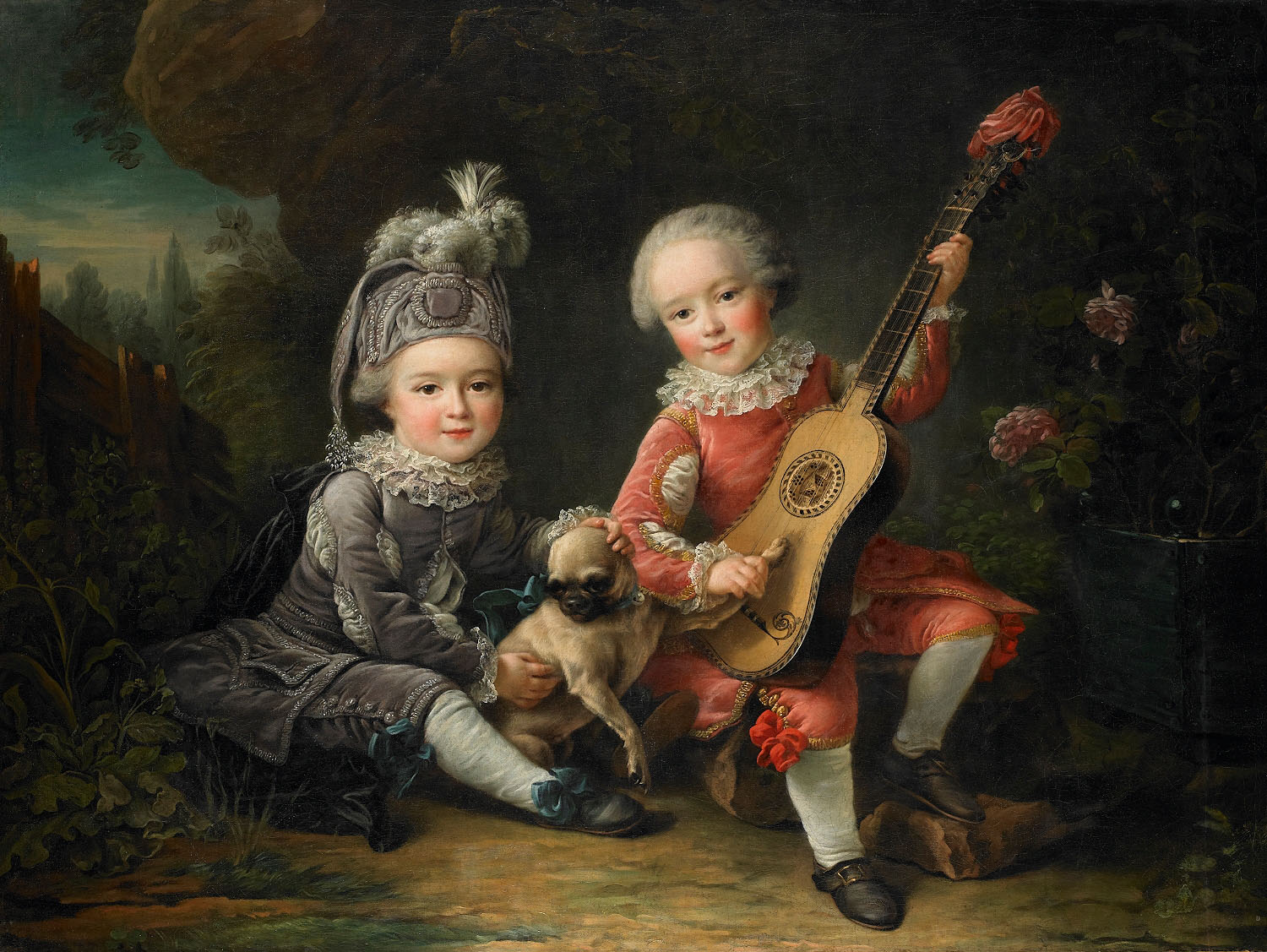
Hai đứa trẻ của Marquis de Béthune với một chú chó Pug 1761
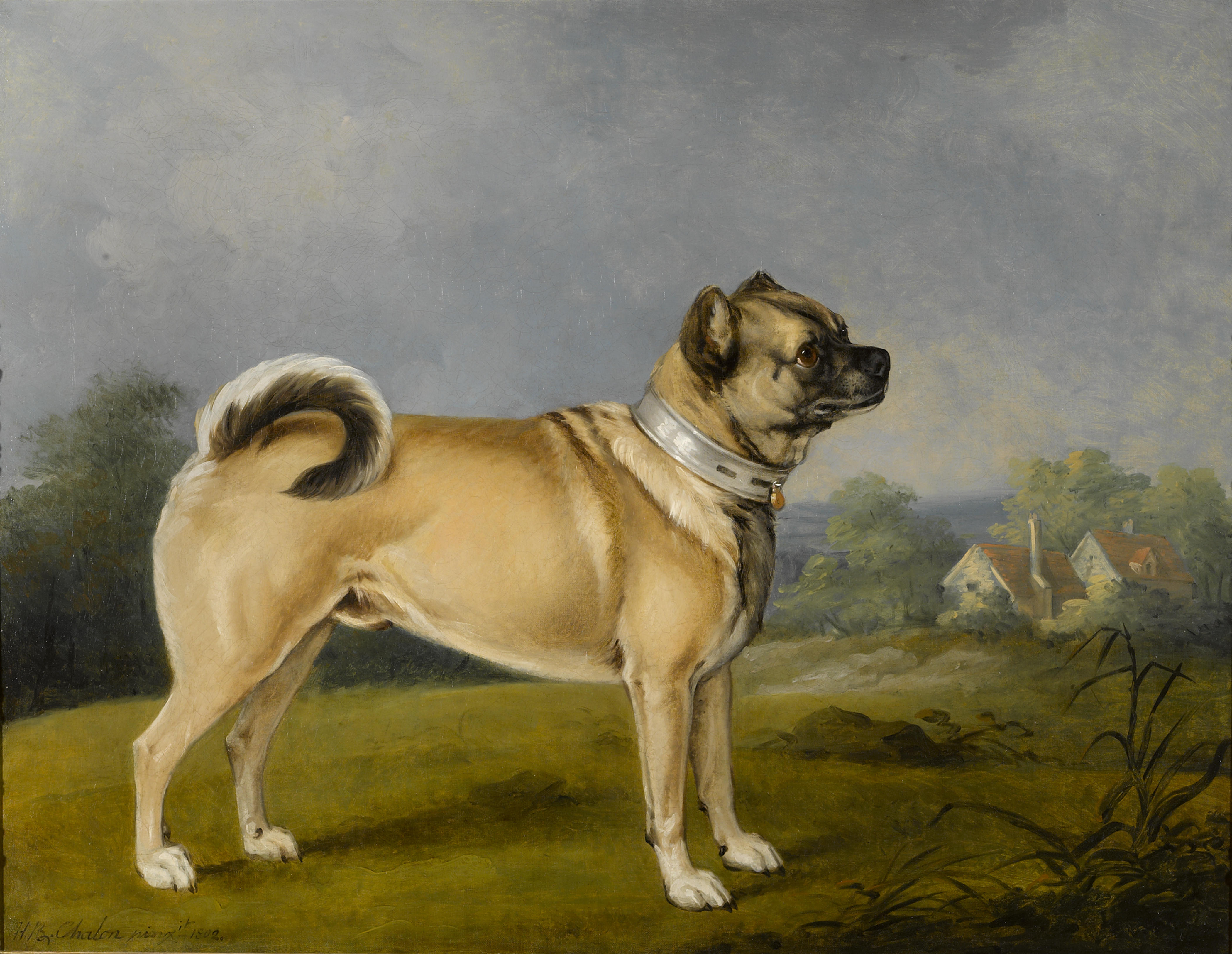
Một con Pug đực 1802
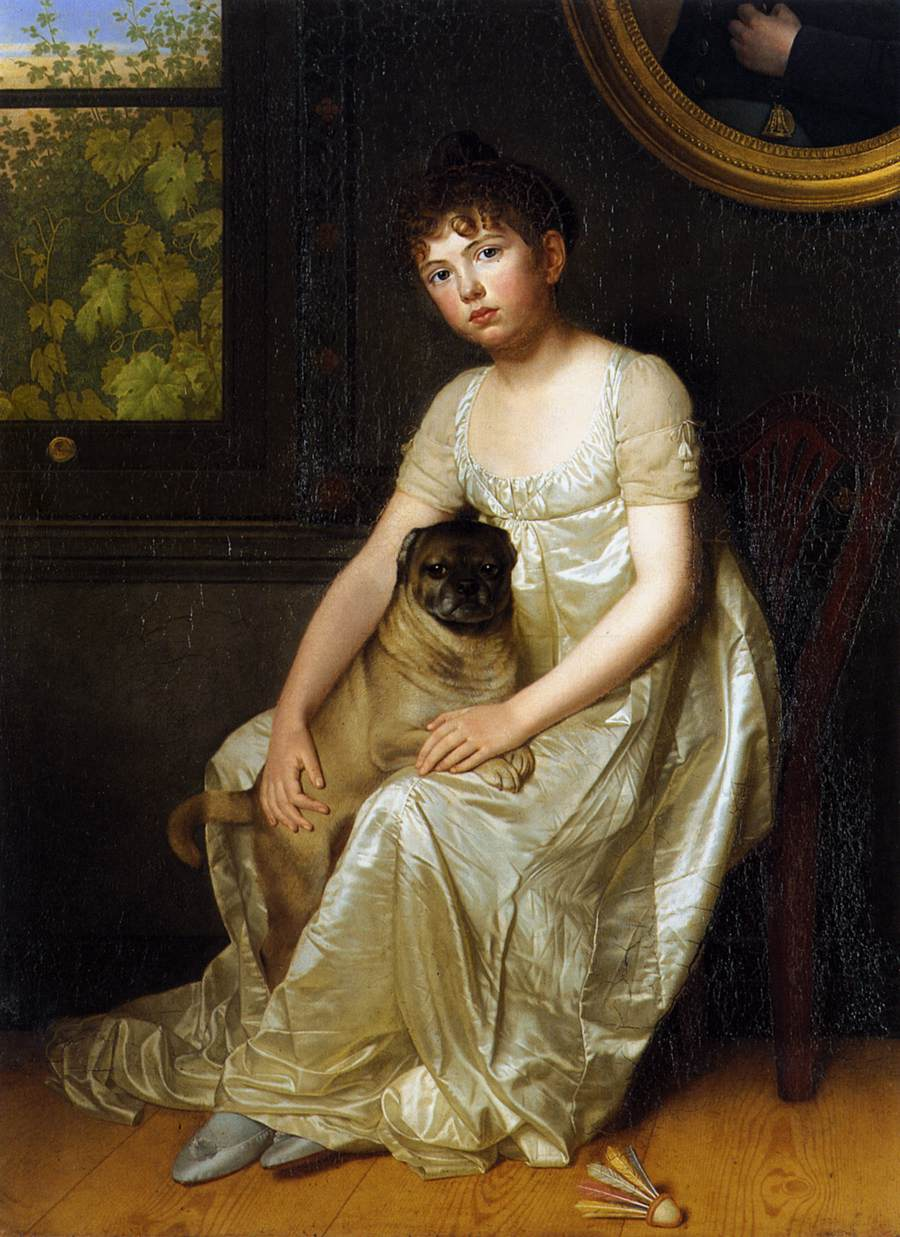
Bức họa chân dung của Sylvie de la Rue khoảng năm 1810
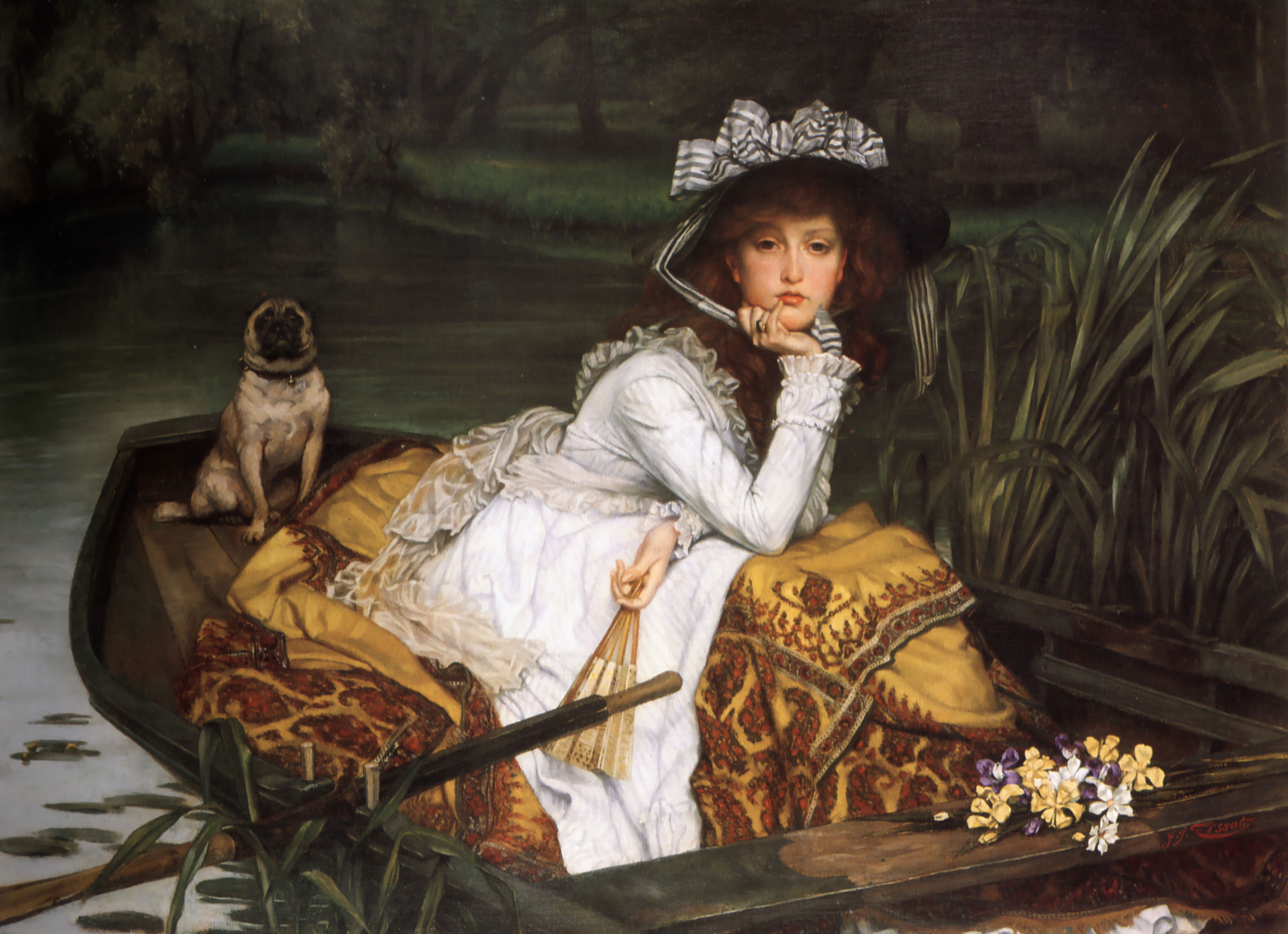
Young Lady in a Boat với một con Pug vẽ bởi James Tissot 1870
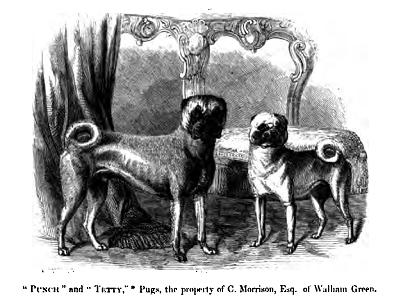
Bức chạm trổ của hai chú chó Pug "Punch và Tetty" trong cuốn sách năm 1895 "The Dog in Health and Disease"
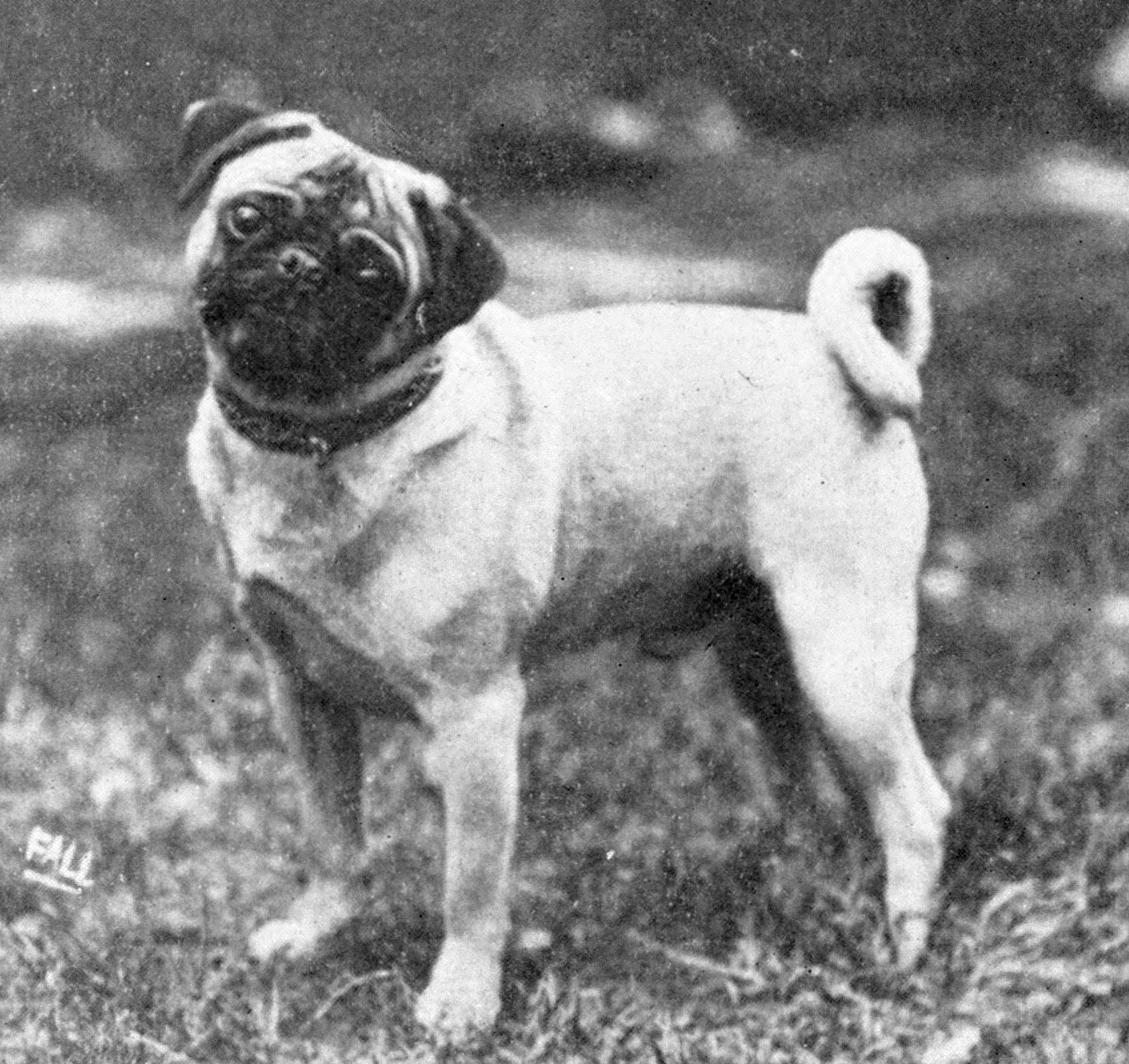
Pug năm 1915
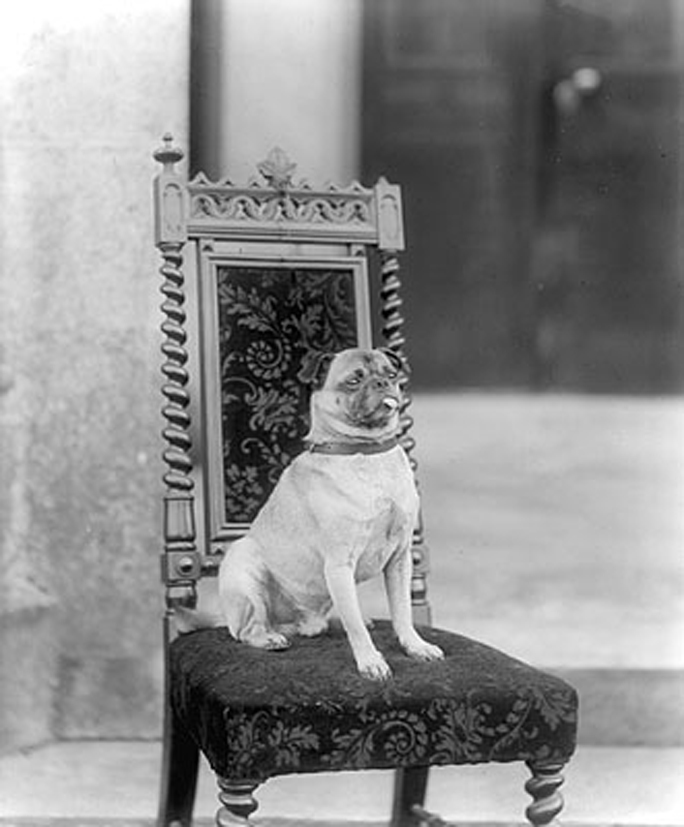
Ảnh một chú chó Pug, được chụp khoảng năm 1900. Chú ý tới cái đầu nhỏ và chi dài.
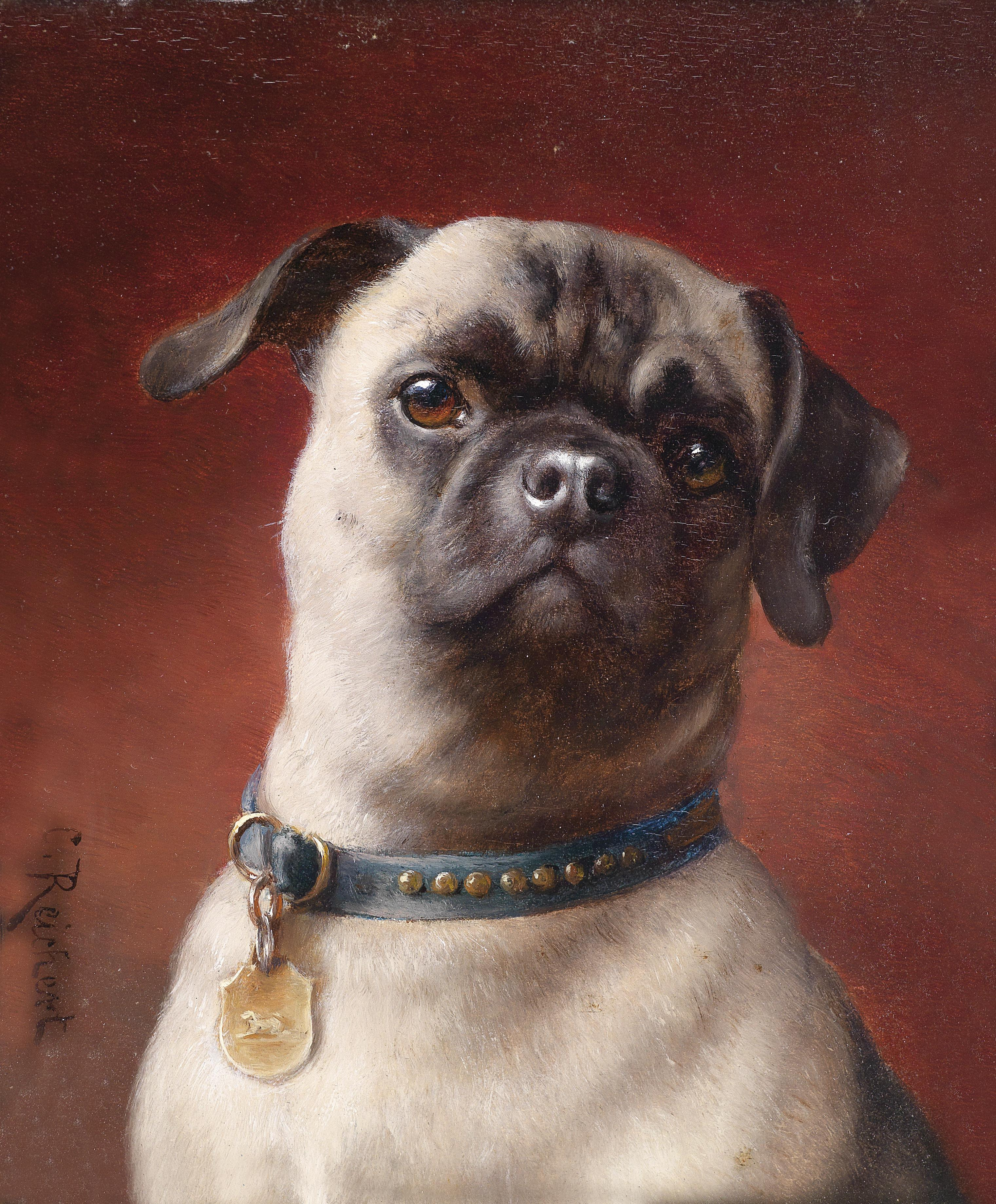
A Pug bởi Carl Reichert (1836-1918)
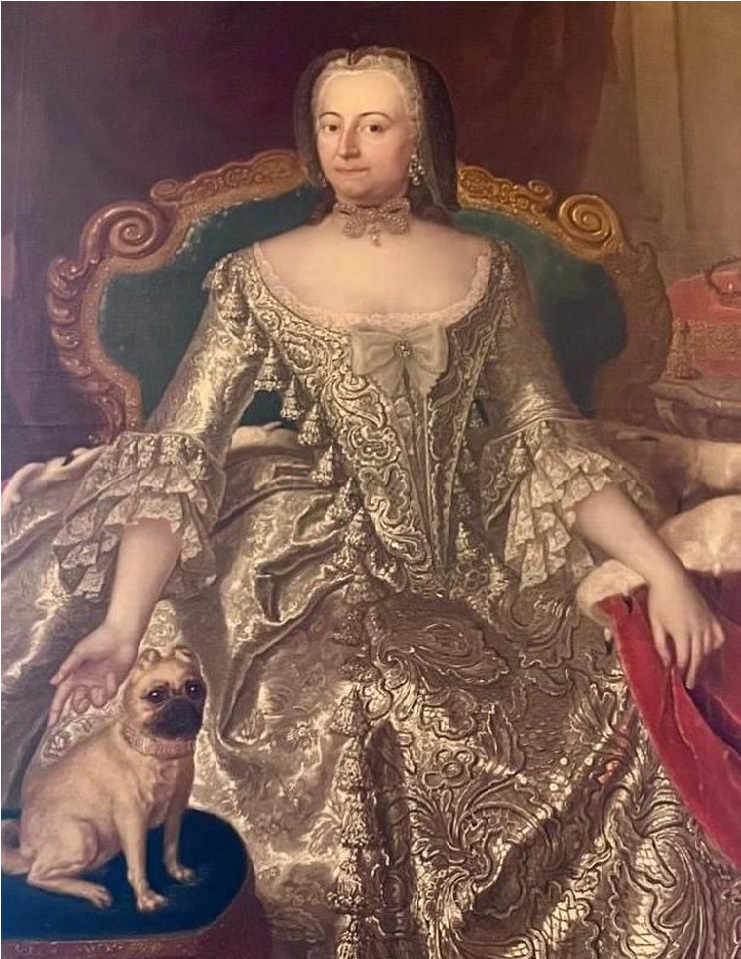
Bức họa chân dung Henriette Marie của Brandenburg-Schwedt với một con Pug 1747